# قلعه آماسیه

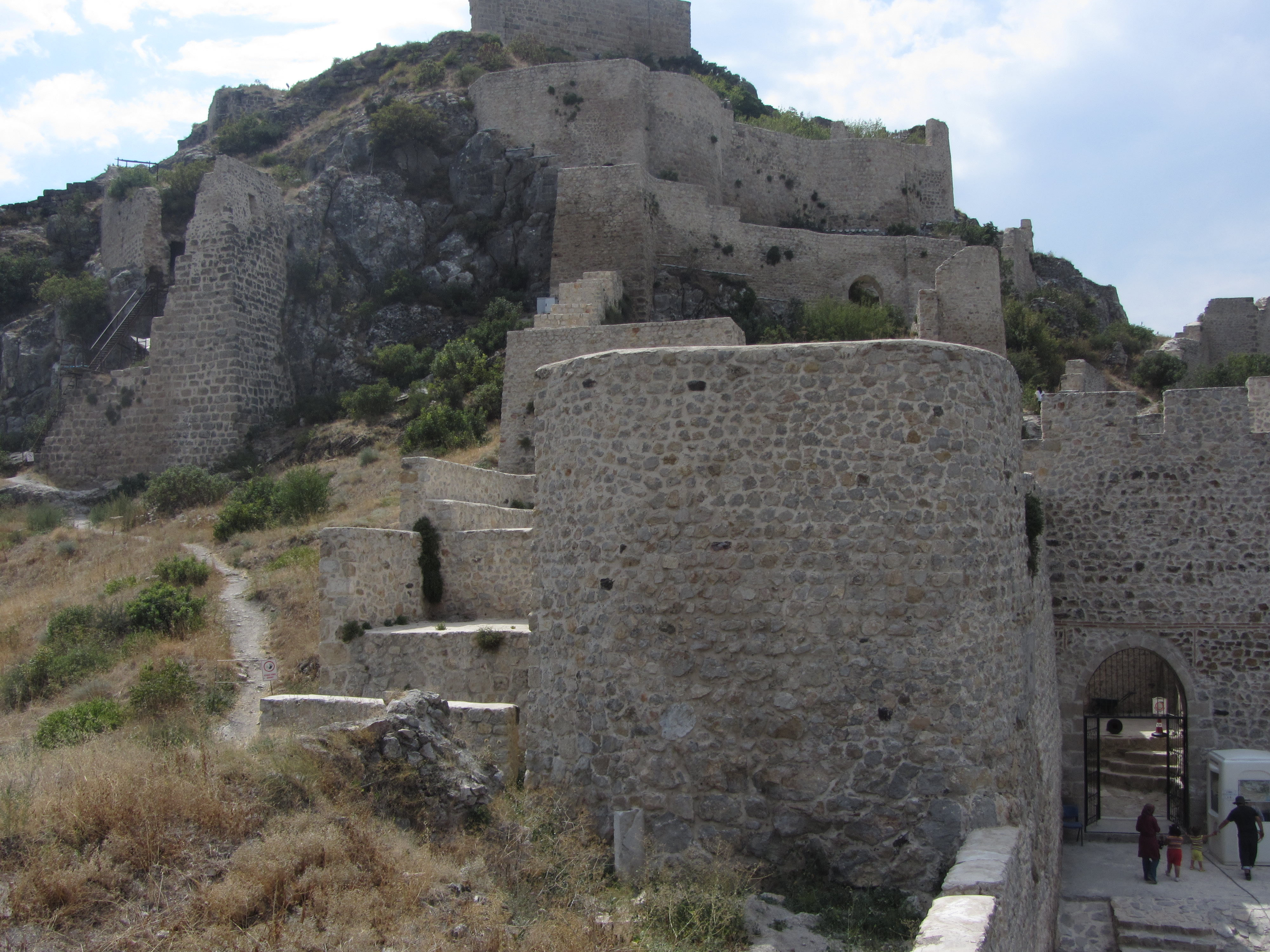
نمایی از قلعه آماسیه

قلعه آماسیه (ترکی استانبولی: Amasya Kalesi) یا قلعه هارشِنه قلعه‌ای واقع در آماسیه در شمال ترکیه است. این قلعه در شمال آماسیه و رود یشیل‌ایرماق در شیب تند کوه هارشنه بنا شده‌است و بارها در تاریخ در دوران شاهنشاهی ایران، امپراتوری روم، پادشاهی پنتوس و امپراتوری بیزانس مورد حمله قرار کرفته و تخریب، بازسازی و دست به دست شده‌است. قلعه آماسیه هنگام جنگی بین رومی‌ها و پونتیک‌ها به شدت ویران و پس از فتح آماسیه توسط عثمانی‌ها در سال ۱۰۷۵ دوباره احیا شد و تا قرن ۱۸ میلادی که اهمیت نظامی خود را از دست داد مورد استفاده قرار می‌گرفت.